# Брумалия
Брумалия (или брумалии; на латински: Brumalia) са празненства зa края на годината, познати в източната част на Римската Империя.  В античния Рим е отбелзван второстепенен празник Брума на 24 ноември, а с преместването в Константинопол и налагането на християнството той става начало на мащабните празненства за края на годината, включващи Сатурналиите и Януарските календи. Неодобрението от църковната идеология провокира съчиняването на истории, според които брумалиите били въведени още от Ромул.  Такъв празник обаче не е упоменат във времето преди установяването Империята.

Празненствата Брумалии и традициите му са забранени през 692 г. чрез Трулския църковен събор (канон 62).